# Hexe Köbes

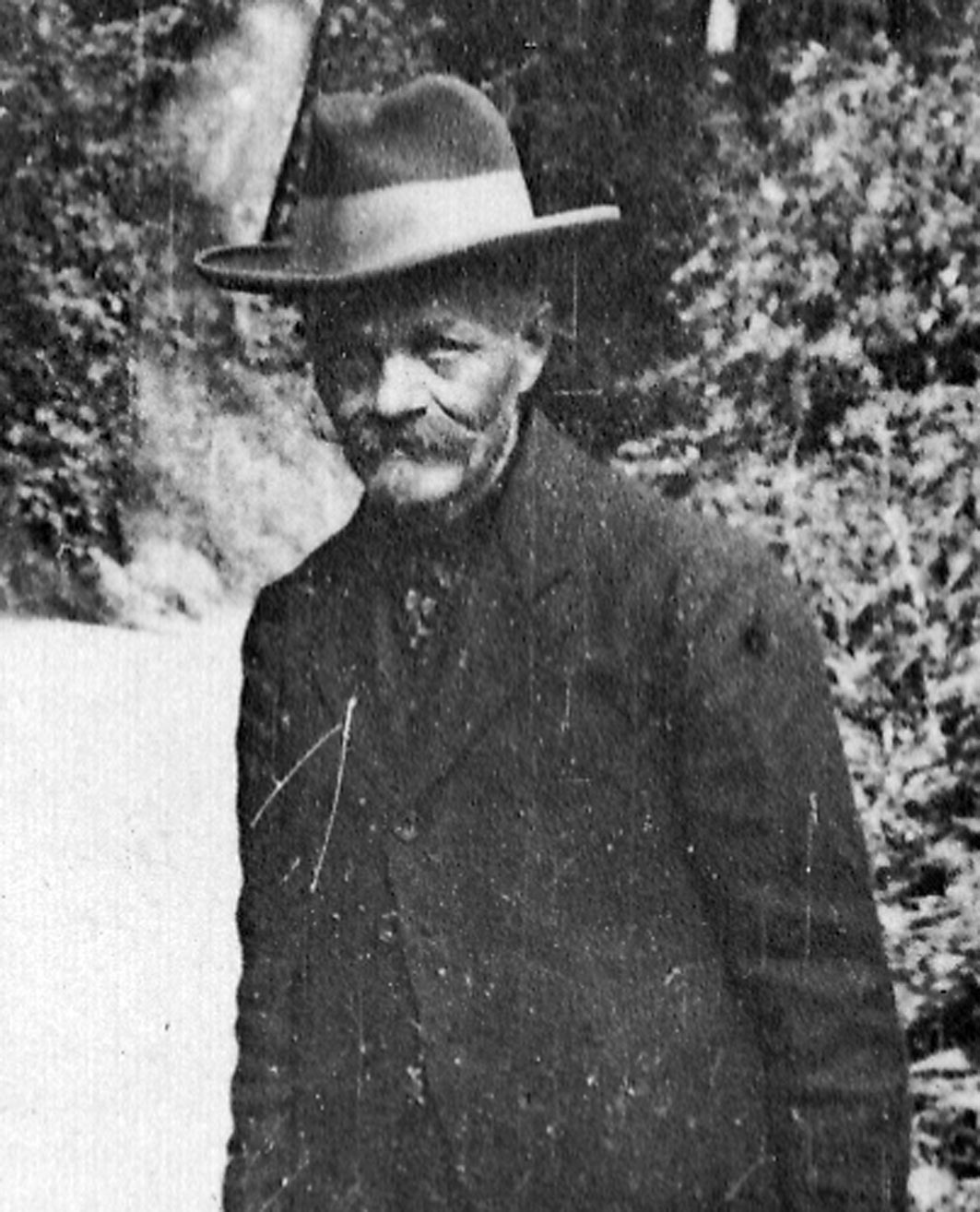
Foto von Hexe Köbes (um 1910)

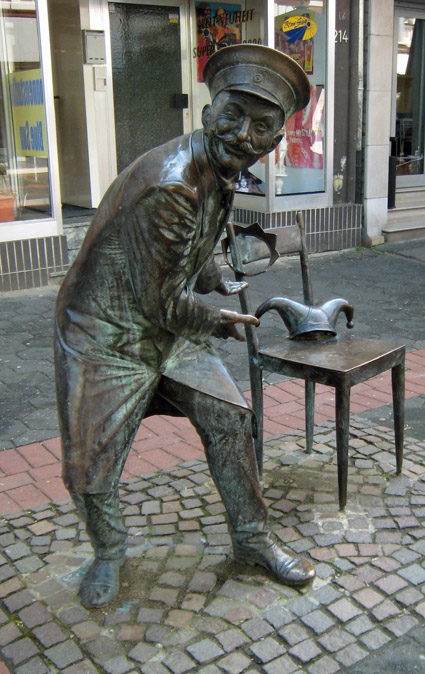
In der oberen Hauptstraße von Bergisch Gladbach steht dieses Denkmal von Hexe Köbes.

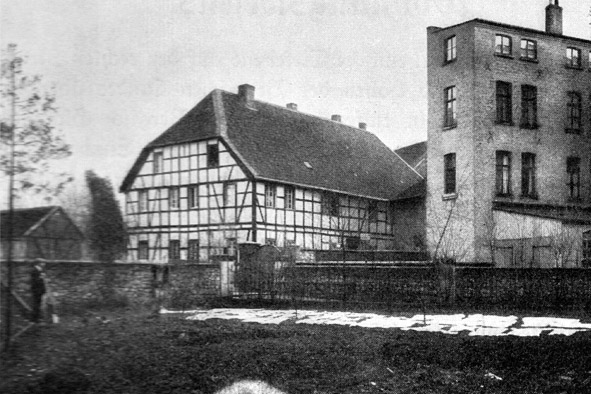
Der Gladbacher Fronhof (um 1910)

Hexe Köbes (* 24. Februar 1865 in Bensberg; † 17. März 1944 in Bergisch Gladbach) war ein deutscher Altmaterialhändler und stadtbekanntes Original von Bergisch Gladbach. Sein richtiger Name war Jakob Altenrath. 
Köbes ist die kölsche Form von Jakob und gleichermaßen auch in anderen Dialekten im Rheinland vertreten, wird aber gelegentlich auch in der Nebenbedeutung eigensinniger, kantiger oder vierschrötiger Mensch verwendet.

## Leben
Seine ulkigen Redewendungen und Zauberkünste verschafften ihm eine gewisse Volkstümlichkeit und seinen Spitznamen, wobei die Leute der und nicht die Hexe Köbes sagten. Er war verheiratet und hatte zehn Kinder. Die Familie wohnte im Gladbacher Fronhof, den man 1959 abgerissen hat. Dort betrieb er einen An- und Verkauf von Altmaterial jeglicher Art. Er war klein und schmächtig und hatte einen ordentlich gezwirbelten Schnauzbart. Seine Behändigkeit  und Beweglichkeit traf allseits auf große Anerkennung. Auf dem Kopf hatte er eine blaue, verblichene Militärmütze. Dazu trug er ein Kamisol, das zugeknöpft bis an die Knie reichte und Ärmel hatte, die rückseitig einen ehrwürdigen Glanz aufwiesen. Er war ein Allerweltskerl, der über viel Phantasie und ein reiches Wissen verfügte. Von Jahr zu Jahr vergrößerten sich sein Geschäft, das er betrieb, und seine Familie. Geld war für ihn kein Bedürfnis.

## Der Händler
Hexe Köbes war ein kleiner Händler, der jegliches Altmaterial kaufte und verkaufte. Hinter seinem Haus türmten sich Haufen von Eisen und Knochen, über denen im Sommer Scharen von Fliegen und Mücken schwebten. Er hatte einen guten Ruf als redlicher und ehrlicher Mann und mühte sich täglich mit einer Sackkarre ab, mit der er weiteres Material heranschaffte. Ausrangierten Gebrauchsgegenständen, die nur wenig beschädigt oder verrostet waren, gab er mit Eifer, viel Geschick, Lack und Farbe ein neues Aussehen und Glanz. Dann stellte er sie im Vorraum zum Verkauf aus. Hier war alles zu finden von Öfen zu Putten, Gipsfiguren, Blumenständer, Standuhren, Töpfen, Schalen, Petroleumlampen, Kommoden, Schränken und mehr.

## Der Zauberer
Seine Zauberkünste waren berühmt. Oft traf man ihn auf den Kirmessen, wo man seine Redensarten und Vorführungen bewundern konnte. Bei solchen Gelegenheiten zog er den verblüfften Zuschauern Geldstücke aus Mund und Nase oder weiße Mäuse aus der Tasche. Mit pfeifendem Geräusch schob er sich einen vierzölligen Nagel in die Nase, bis er verschwunden war. Besonderes Vergnügen bereiteten seine Kartentricks.

## Der Sammler und sein Museum
Viele Gegenstände, die in seine Hände kamen, begeisterten ihn so sehr, dass er sich nicht mehr von ihnen trennen wollte. Das brachte ihn auf die Idee, ein Museum einzurichten, das er öffentlich machte. Über der Tür brachte er ein Schild mit der Aufschrift  „Museum“ an. Wenn er Gäste durch seine Museumsräume führte, war er der „Direktor“, der mit geistvoller Komik seine Sammlung vorzeigte. Seine Tochter Maria berichtete nach seinem Tod, dass viele Leute ihm immer wieder Gegenstände aus seiner Sammlung abkaufen wollten, er aber nichts davon hergegeben habe. Sie habe oft samstags mit ihrer Mutter zusammen viele Einzelstücke mit einer Mischung aus Sand, Essig und Salmiakgeist blank geputzt, damit sich die Sonne darin spiegeln konnte.

## Der Schelm
Bei seinen Führungen in seinem Museum erzählte er auch regelmäßig haarsträubende Geschichten zu einigen Ausstellungsstücken. Auf einem Tisch lag zum Beispiel der Bauchriemen des Schinderhannes. An einer anderen Stelle standen die Reitstiefel des Jan von Werth. An einer Wand lehnte das Schwert eines Spartaners, erbeutet in der „Schlacht von Marathon“. Neben der Schnupftabakdose des Propheten Mohammed schaute der gebleichte Schädel des Wolfs hervor, der Rotkäppchen und dessen Oma aufgefressen hatte. Schließlich gab es auch einen versteinerten Rossapfel eines römischen Streitrosses.
Bekannt ist noch folgende Geschichte: Hexe Köbes fragte einen Bekannten: „Sag, hür ens Jupp, kanns de mir nit fönnef Mark liehne?“ (Sag, hör mal Josef, kannst du mir nicht fünf Mark leihen?) Antwort: „Jo, wann krijen ech die dann widder?“ (Ja, wann bekomme ich die denn zurück?) Hexe Köbes erneut: „Jo wenn de die widder han moss, dann kanns de se och behale!“ (Ja, wenn du die zurückhaben musst, dann kannst du sie auch behalten!)